# La Constitución, Chiapas
La Constitución är en ort i Mexiko.   Den ligger i kommunen Las Margaritas och delstaten Chiapas, i den sydöstra delen av landet, 900 km öster om huvudstaden Mexico City. La Constitución ligger 477 meter över havet och antalet invånare är 359.
Terrängen runt La Constitución är kuperad. Runt La Constitución är det ganska glesbefolkat, med 34 invånare per kvadratkilometer. Närmaste större samhälle är Santo Domingo de las Palmas, 16,6 km öster om La Constitución. I omgivningarna runt La Constitución växer i huvudsak städsegrön lövskog.